# اعدام با توپ

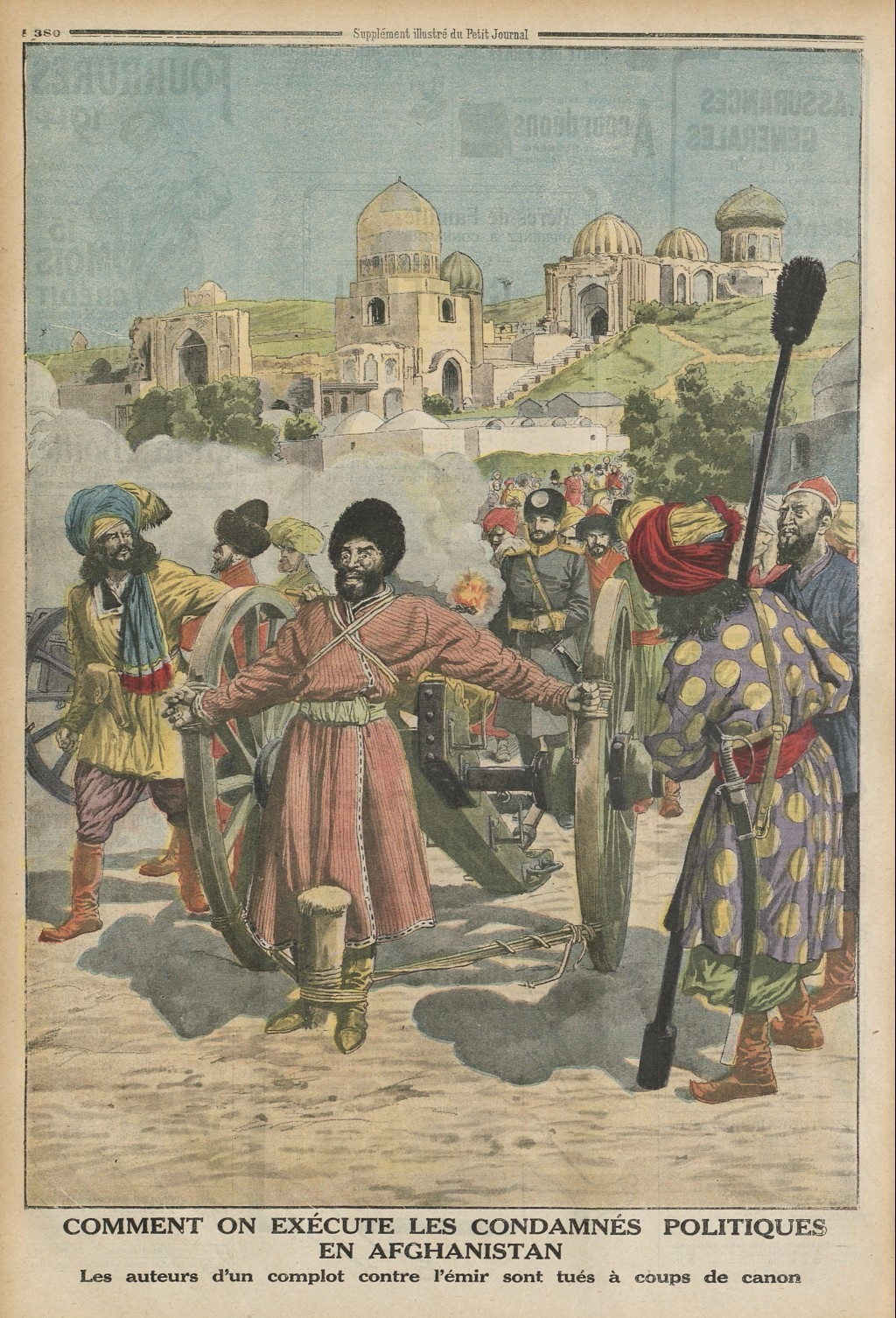
طرح روزنامهٔ «لو پتی ژورنال» از به توپ بستن یک محکوم به توطئه علیه حبیب‌الله خان در افغانستان، سال ۱۹۱۳ میلادی

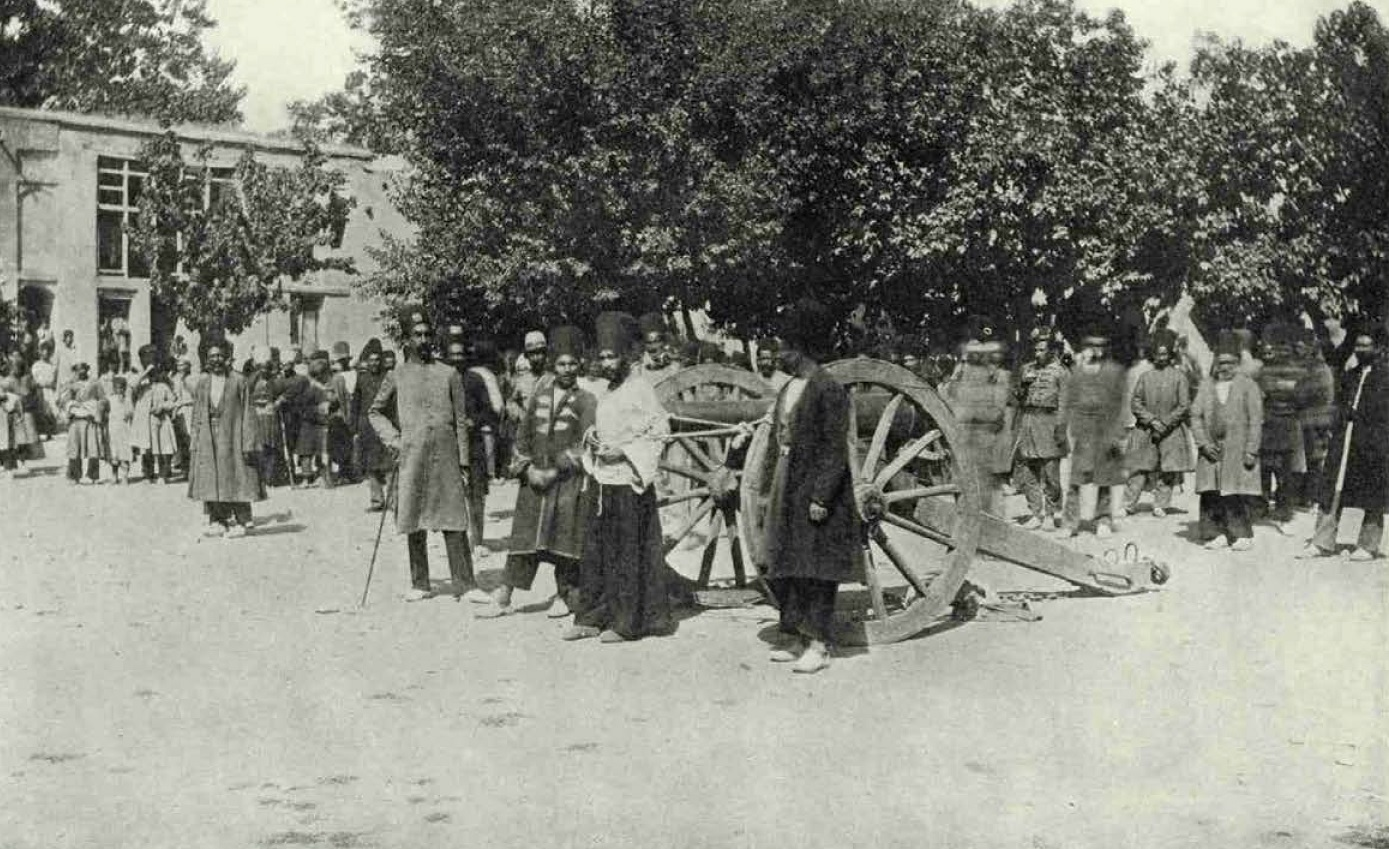
اعدام یک راهزن با توپ در ایران، اواخر حکومت شاهنشاهی قاجار

اعدام با توپ روش اعدامی بود که در آن محکوم را به دهانهٔ توپ می‌بستند و با شلیک توپ اعدامش می‌کردند. جرج کارتر استنت در توصیف آن می‌نویسد:
زندانی معمولاً به توپی بسته می‌شود به گونه‌ای که لولهٔ آن در فرورفتگی مهره‌های کمر‌ش قرار بگیرد. با شلیک توپ، کلهٔ او ده–پانزده متر به هوا پرتاب می‌شود، بازوها در هوا پرواز می‌کنند و شاید نود متر دورتر سقوط می‌کنند، پاها زیر لولهٔ سلاح ول می‌شود و بدن به معنای واقعی کلمه منفجر می‌شود و ذره‌ای از آن بر جای نمی‌ماند.
سابقهٔ اعدام با توپ به قرن شانزدهم میلادی می‌رسد و تا اوایل قرن بیستم از آن استفاده می‌شد. امپراتوری پرتغال از سال ۱۵۰۹ و در طول قرن‌های شانزدهم و هفدهم در سراسر سرزمین‌هایش، از سری‌لانکا
تا موزامبیک
و برزیل،
و امپراتوری گورکانیان هند در طی قرن‌های هفدهم
و هجدهم،
به‌ویژه علیه شورشیان، از این روش بهره می‌بردند.
بااین‌حال از نظر تاریخی روش اعدام با توپ بیشتر با دولت استعماری راج بریتانیا شناخته می‌شود. حاکمان بریتانیایی، با استفاده از شیوه‌هایی که پیشتر از سوی حاکمان گورکانی اعمال می‌شد، اعدام با توپ را از نیمهٔ دوم قرن هجدهم در هند به کار گرفتند و به‌ویژه پس از شورش‌های سال ۱۸۵۷، برای مجازات شورشیان
و نیز سربازان فراری بومی
آنان را به دهانهٔ توپ می‌بستند.
نابودکردن بدن و پراکندن اندام‌ها در گستره‌ای وسیع نیز کارکرد آیینیِ ویژه‌ای در شبه‌قاره هند داشت، چرا که عملاً از اجرای مناسک گذار ترحیم در دین هندو (انتیشتی) و اسلام (غسل میت و خاک‌سپاری) جلوگیری می‌کرد، و کیفر محکوم پس از مرگ نیز ادامه می‌یافت.
استعمارگران خارجی به‌خوبی بر این امر واقف بودند.
آخرین مورد گزارش‌شدهٔ اعدام با توپ مربوط به افغانستان در سال ۱۹۳۰ است که در آن نیروهای محمد نادر شاه ۱۱ تاجیک از نزدیکان حبیب‌الله کلکانی را در شمال کابل با توپ اعدام کردند.

## تشریفات
عمده‌ترین روش اعدام با توپ بستن محکوم در برابر لولهٔ سلاح و سپس شلیک توپ بوده‌است. مواردی از پر کردن سلاح با گلولهٔ توپ واقعی هم گزارش شده، اما در بیشتر موارد از فشنگ مشقی یا گلولهٔ خوشه‌ای استفاده می‌کرده‌اند. جیمز اتکینسون در توصیف اعدام سه راهزن به دستور شاه شجاع درانی پادشاه افغانستان در سال ۱۸۳۹ می‌نویسد:
…هر سه مرد را با طناب به توپ بستند چنان‌که پشتشان در برابر لوله توپ قرار گیرد. طناب را، که به پرهٔ چرخ توپ گره زده‌بودند، دور یک بازوی محکوم بستند، از دور لولهٔ توپ و بازوی دیگر فرد رد کردند، و به پرهٔ چرخ دیگر توپ گره زدند. زندانیان، که دست‌هایشان به یکدیگر زنجیر شده‌بود، پیوسته شهادتین را فریاد می‌زدند. همه‌چیز آماده بود که ناگهان زندانی وسطی را باز کردند، چرا که شاه عفوش کرده‌بود، و سروصدا باعث شد دو زندانی دیگر سرشان را برگردانند. در همان زمان توپ‌ها را شلیک کردند…
بستن محکوم به جلوی توپ پیش از شلیک روش معمول در این‌گونه اعدام‌ها بوده‌است؛ باوجوداین در ۱۵۹۶ در قسطنطنیه موردی گزارش شده‌است که در آن ینی‌چری تبهکاری را در کیسه‌ای بستند، کیسه را داخل لولهٔ توپ تپاندند، و شلیکش کردند.
گزارش‌هایی نیز در مورد بستن محکومین به پرتابهٔ توپ و شلیک کردنشان در هوا وجود دارد. در یکی ازین موارد یک محکوم برهمین را، که به سلطان میسور حیدر علی گفته بود پس از مرگ می‌خواهد به ویکونتا (بهشت ویشنو) برود، به دستور او به تعدادی صاروخ بستند و به هوا شلیک کردند.

## ایرادهای روش
اعدام با توپ گاه منجر به پیامدهای غیرمترقبه‌ای می‌شد. یکی از این موارد اعدام دسته‌جمعی شورشیان در فیروزپور هند در سال ۱۸۵۷ بود که در آن نادانسته توپ‌ها به جای فشنگ مشقی با گلولهٔ خوشه‌ای پر شده‌بودند. تعدادی از تماشاچیانی که روبه‌روی توپ ایستاده بودند مجروح شدند که در برخی موارد این جراحت‌ها منجر به قطع عضو شد. برخی از سربازانی که به اندازهٔ کافی از توپ‌ها فاصله نگرفته بودند نیز مورد اصابت اندام‌ها و استخوان‌های معدومین قرار گرفتند و مجروح شدند.
در موردی دیگر سرباز محکومی همزمان با شلیک توپ خود را به زمین انداخت و باعث ایجاد صحنهٔ زیر به نقل از بمبئی گازت شد:
یکی از محکومین شوربخت اندکی پیش از شلیک از طنابی که او را به توپ بسته بود بیرون جست، و بازوانش تقریباً آتش گرفتند. همچنانکه آویزان زیر توپ تقلا می‌کرد مأمور اجرا تپانچه‌ای را به سوی او نشانه گرفت و سه بار با گلولهٔ مشقی شلیک کرد، و مرد هر بار از ترس گلوله در خود پیچید، تا اینکه تفنگی از سوی دیگر به پس کله‌اش شلیک شد و خون از بینی و دهانش به بیرون فواره زد و این وحشتناک‌ترین منظره بود. من انواع گوناگون مرگ را دیده‌ام ولی هیج‌یک به پایان این مرد نزدیک نبودند.
گزارش‌هایی نیز هستند که پرواز هراسناک پرندگان شکاری بر فراز میدان اعدام و شیرجه‌شان برای قاپیدن اندام‌های معدومین در هوا
یا خیز سگان برای بلعیدن جوارح باقی‌مانده در صحنه را به تصویر می‌کشند.

## امپراتوری گورکانیان هند
اعدام با توپ تاریخی دراز در شبه‌قاره هند دارد و برخی مورخان آن را «مجازات قدیمی گورکانیان» خوانده‌اند.
گفته می‌شود در ۶ مارس ۱۵۲۶، اندک زمانی پیش از تأسیس این امپراتوری به دست بابر، پسر او نصیرالدین همایون ۱۰۰ زندانی افغان را با توپ اعدام نمود.
بنا به گزارشی دیگر ششمین امپراتور گورکانی، اورنگ زیب، دستور داد یکی از رهبران شورشیان زطی در شمال هند را با بستن به دهانهٔ توپ اعدام کنند.
پس از دستگیری و اعدام شورشی سیک بنده سینگ بهادر نیز پسر او را به دستور امپراتور گورکانی فرخ‌سیر با توپ اعدام کردند.
البته اعدام با توپ در امپراتوری گورکانی محدود به شورشیان و معارضان نظامی نبود. برای مثال در حکایتی نقل‌شده از دوران حکومت جهانگیر شاه، او شش مُلا را به دلیل عقد کردن دختر هندوی ربوده‌شده‌ای برای صاحب‌منصبی مسلمان با توپ اعدام می‌کند.
در گزارشی دیگر از سال ۱۷۱۴ ارتش امپراتوری در راه مقابله با شورشیان با مزاحمت شدید دزدان مواجه بود. پس از اعدام دو دزد از قبیله مینا با توپ، حدت عمل دیگر دزدان را ترساند و آن‌ها دیگر مزاحمتی برای ارتش ایجاد نکردند.
در محاصرهٔ نظامی سال ۱۷۱۹ نیز مشکل سربازان فراری ارتش گورکانیان با به توپ بستن چهار سرباز فراری در حضور دیگر سربازان حل شد.

## امپراتوری پرتغال
گزارش‌هایی مبنی بر اعدام با توپ در امپراتوری پرتغال وجود دارد. گفته می‌شود کاوشگر پرتغالی فرانسیسکو دی آلمیدا در سال ۱۵۰۹ تعدادی زندانی را در سری‌لانکا به نشانهٔ پایان درگیری‌ها در دابول با توپ اعدام کرد.
در جریان محاصرهٔ کلمبو توسط نیروهای هلندی در سال ۱۶۵۶ نیز ژنرال پرتغالی دستور داد مادر قحطی‌زده‌ای را که از حدت گرسنگی نوزادش را کشته و خورده بود به توپ ببندند، ولی در نهایت با پادرمیانی روحانیان و ریش‌سفیدان شهر عفو شد.
کاوشگر پرتغالی فرانسیسکو بارتو بین سال‌های ۱۵۶۹ و ۱۵۷۳ در تلاش بود که معادن طلای موتاپا در جنوب آفریقا را که در کنترل مسلمانان بودند فتح نماید. مأموریت بارتو به علت مرگ او در موزامبیک امروزی ناتمام ماند، ولی او هر مسلمانی را که در راه اسیر کرده بود «مثله کرد، به دار آویخت، سر برید، یا به توپ بست.»
همچنین گفته می‌شود در میانهٔ قرن هجدهم در شهر تته در شمال غربی موزامبیک پرتغال مجازات برده‌های نافرمان اعدام با توپ بوده‌است،
و گزارشی هم مبنی بر به توپ بستن یکی از شیوخ محلی منطقهٔ کانال موزامبیک به دستور فرماندار پرتغالی آن منطقه وجود دارد.
در سال ۱۶۱۸ نیز پرتغالی‌ها یکی از رهبران شورشیان بومی‌های برزیل به نام آمارو را با توپ اعدام کردند.

## راج بریتانیا

### پیش از ۱۸۵۷
حکومت استعماری راج بریتانیا سابقه‌ای طولانی در اعدام سیپوی‌ها (یا سپاهی، سربازان وظیفه بومی) نافرمان یا فراری با توپ داشت. به نوشتهٔ یک مورخ، سنت به توپ بستن در راج بریتانیا از سال ۱۷۶۰ آغاز شد. تا پیش از آن روش معمول اعدام در ملأ عام «شلاق زدن تا مرگ» بود. در آن سال حکومت راج «مجازات قدیمی گورکانیان» یعنی اعدام با توپ را جایگزین شلاق زدن تا مرگ کرد، چرا که به نسبت آن عبرت‌آموزتر، عمومی‌تر، و انسانی‌تر بود. در ۱۷۶۱ در لکهیپور دستوری صادر شد مبنی بر اینکه «رهبر دزدان را به دهانهٔ توپ ببندند تا عبرتی برای دیگران باشد.»
بااین‌همه در مورد دادگاه‌های نظامی به نظر می‌رسد تا زمان شورش‌های ۱۸۵۷ این تصمیم‌ها را خود بومیان گرفته باشند، چرا که قاضیان از بین درجه‌داران بومی انتخاب می‌شدند و حاکمان بریتانیایی صرفاً نقش نظارتی و مشورتی داشتند.
در مارس ۱۷۶۴، یک صوبه‌دار (درجه‌دار بومی) را که به تشویق زیردستانش برای فرار و پیوستن به دشمن متهمش کرده بودند در حضور زیردستانش به دهانهٔ توپ بستند.
در سپتامبر همان سال هکتور مونرو ۲۴ یا ۲۵ نفر از «سرکرده»‌های یک گردان را که به دلیل «کمبود آذوقه»، «پرداخت نشدن پاداش‌ها»، بدی آب‌وهوا، و بیماری نافرمانی کرده‌بودند با توپ اعدام کرد. یکی از ناظران در مورد این اقدام مونرو نوشت «پس از آن رغبتی به نافرمانی مشاهده نشد» و گردان مزبور در پیروزی کمپانی هند شرقی در نبرد بکسر مشارکت داشت.
در ۱۷۷۵ یک فرمانده هندی به نام مکتوم صاحب فرمان مزدوران کمپانی هند شرقی بریتانیا را برای نقل مکان به بمبئی نادیده گرفت، و سربازان تحت کنترلش نیز به پیروی از او در جای خود باقی ماندند. پس از زدوخوردی خشن، مزدوران مکتوم صاحب را به دهانهٔ توپ بستند و افراد او که روحیه خود را باخته بودند به سوی بمبئی روانه شدند.
در ۱۷۸۲ دو سرباز نافرمان در باردامن و چهار نفر در باراکپور به اعدام با توپ محکوم شدند.
در زمان سومین جنگ انگلیس و میسور (۱۷۸۹ تا ۱۷۹۲) شش هنگ پیاده‌نظام به دلیل پرداخت نشدن مزدشان شورش کردند و فرمانده‌هایشان را گروگان گرفتند. بریتانیایی‌ها پس از برقراری نظم دو نفر از شورشیان پرسروصداتر را به توپ بستند. بااین‌همه اعدام با توپ تنها مختص به سربازان شورشی نبود و گاه سربازان فراری نیز به توپ بسته می‌شدند.
در سال ۱۷۹۸ و پس از شورش در گردان یکم توپخانهٔ چنای یک سرباز بریتانیایی به نام فارستر به اعدام با توپ محکوم شد. به نظر می‌رسد این مورد یک استثنا بوده باشد و به نوشتهٔ یک مورخ فارستر تنها مورد ثبت‌شده‌ای است که در آن حاکمان بریتانیایی یک اروپایی را به توپ بسته باشند.
در سال ۱۸۰۴ سربازان تحت فرمان کلنل برن از حرکت سر باز زدند ولی پس از به توپ بسته‌شدن دو نفرشان به سوی شهر پلول به راه افتادند.
پس از شورش ولور در سال ۱۸۰۶، که در آن سیپوی‌های شورشی نزدیک ۲۰۰ سرباز و درجه‌دار بریتانیایی را کشتند، ۱۰۰ نفر از شورشیان به اعدام محکوم شدند که اعدام شش نفرشان به وسیلهٔ توپ انجام گرفت.
در سال ۱۸۱۲ در تراونکور پس از کشف توطئه‌ای برای کشتار درجه‌داران اروپایی، دو نفر از توطئه‌گران به توپ بسته شدند.
در ۷ فوریهٔ ۱۸۱۹ بریتانیایی‌ها شش سرباز فراری را که تلاش داشتند به نیروهای راجهٔ معزول پادشاهی ناگپور بپیوندند دستگیر و با توپ اعدام کردند.
همچنین در سال ۱۸۳۲ در بنگلور، چهار نفر به اتهام توطئه برای کشتار تمام اروپایی‌های ساکن شهر به توپ بسته شدند و دو نفر دیگر تیرباران گشتند.
البته گاه محکوم به اعدام با توپ مشمول عفو یا تخفیف مجازات می‌شد. در سال ۱۷۸۴، پس از سرکوب شورشی که به علت کم بودن دستمزدها رخ داده بود، سپهبد لینگ
دستور داد دوازده نفر از سران شورشیان با توپ اعدام شوند. پس از اعدام یازده نفر از محکومان و بسته شدن نفر دوازدهم به توپ، فتیلهٔ توپ سوخت و توپ شلیک نکرد. پس از تکرار سه‌بارهٔ این اتفاق، محکوم از سپهبد لینگ پرسید که «آیا سرنوشت او این گونه مردن است؟» و لینگ او را عفو کرد.
در مدناپور در سال ۱۷۹۵ پنج سیپوی به اعدام با توپ و سه نفر هم به اعدام با طناب دار محکوم شده بودند. بااین‌حال پروندهٔ ایشان مورد بازبینی قرار گرفت و قرار شد حکمشان به اخراج از خدمت تخفیف یابد.
چند روز پس از شورش ۱۸۲۴ باراکپور، که به واسطهٔ نارضایتی سیپوی‌ها از فرستاده شدن به خط مقدم اولین جنگ انگلیس و برمه روی داد، یکی از سران شورشیان به نام بنده تیواری' که در لباس یک فقیر پنهان شده‌بود دستگیر و به اعدام با توپ محکوم شد، ولی در عوض او را با زنجیر از یک چوبهٔ دار آویزان کردند و برای چند ماه بدنش همان‌جا آویزان ماند.
در سال ۱۸۳۶ نیز سیپویی به نام رانگیش که از میدان نبرد گریخته و فرماندهان اروپاییش را تنها گذاشته بود به اعدام با توپ محکوم شد، ولی حکمش پس از بازنگری به تبعید ابد تخفیف یافت.

### شورش بزرگ

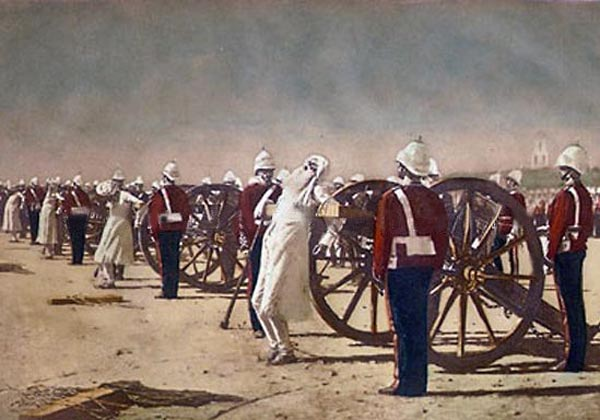
سرکوب شورش هندیان به دست انگلیسی‌ها، اثر واسیلی ورشچگین c. ۱۸۸۴. نسخهٔ اصلی این نقاشی امروزه مفقود است و گفته می‌شود که دربار بریتانیا آن را خریده و نابود کرده‌است. در این نقاشی یونیفرم‌های سربازان انگلیسی در شورش‌های ۱۸۵۷ در هند اشتباه کشیده شده‌است. از یونیفرم‌های به تصویر کشیده‌شده در اواخر قرن نوزدهم استفاده می‌شد.

روش اعدام با توپ بیش از هر چیز دیگر با سرکوب شورش‌های ۱۸۵۷ در هند شناخته می‌شود. بخشی از روزنوشته‌های یک ناظر، تصویری از گستردگی استفاده از به توپ بستن در آن واقعه به دست می‌دهد:
در ۸ ژوئن، دو سیپوی از گردان پیاده‌نظام ۳۵م به توپ بسته شدند. ده ژوئن در لودهیانا حدود ۴۰ نفر از هنگ ۵۴م به توپ بسته شدند. در سیزده ژوئن، ده سیپوی از هنگ ۴۵م در فیروزپور با توپ اعدام شدند و دو نفر به دار آویخته شدند. در همان روز در امبالا ۱۰ سیپوی از هنگ ۵۴م به همین سرنوشت گرفتار آمدند. در ۲۶م آن ماه در اورنگ‌آباد یک نفر با توپ و یک نفر با طناب دار اعدام شدند و سه نفر هم تیرباران شدند. گفته می‌شود در جهلم شورشیان دستگیرشده به توپ بسته می‌شوند. در پنج سپتامبر در سطاره شش نفر با توپ اعدام شدند. در ۱۷ سپتامبر در مولتان یک نفر به توپ بسته شده و ۱۲۱ نفر بدون تشریفات اعدام شدند. در ۲۳ سپتامبر در کراچی ۱ نفر به توپ بسته شد، ۷ نفر با طناب دار اعدام شدند و ۲۰ نفر تبعید شدند. (گزارش رسمی دادگاه نظامی در نهایت تعداد معدومان با توپ را ۴، با طناب دار را ۱۴، با بریدن سر ۳، و تبعیدی‌ها را ۲۲ اعلام می‌کند) در آخر اکتبر در روهیخند در نزدیکی آگره یک نفر به توپ بسته شد. در ۱۶ نوامبر در بمبئی دو سیپوی از هنگ ۱۰م به توپ بسته شدند.
به عنوان مثالی از آمار رسمی، در نامه‌ای به مجلس عوام بریتانیا در مورد اعدام‌ها بین مه و سپتامبر ۱۸۵۷ در درهٔ پیشاور تعداد اعدام‌ها ۵۲۳ مورد ذکر شده که ۴۵۹ مورد آن به وسیلهٔ تیرباران، ۲۰ مورد با طناب دار، و ۴۴ مورد با توپ بوده‌است. چهار نفر از کسانی که به توپ بسته شدند نه از شورشیان بلکه از سربازان فراری بودند.
بنا بر آمار رسمی از ژوئیه تا نوامبر اعدام‌ها در منطقهٔ آگره از ۷۸ اعدام چهار تای آن‌ها به وسیلهٔ توپ انجام گرفته‌اند.
آماری مربوط به ایندور نیز اعدام ۳۲ سیپوی را نشان می‌دهد که ۲۱ نفر از آن‌ها به توپ بسته شده‌اند.
البته این نمونه آمارهای رسمی تنها مواردی را در برمی‌گیرند که پس از دادگاه نظامی اتفاق افتاده‌اند و نشانگر اعدام‌های غیررسمی نیستند.
به نوشتهٔ برخی بریتانیایی‌ها، سیپوی‌های شورشی هم شهروندان بریتانیایی را به توپ بسته‌بودند.
یک مورد خاص که در چند منبع ذکر شده مربوط به اعدام آقا و خانم برچ، خانم اکفور، و خانم دفونتاین است که گفته می‌شد همگی در فتح‌گره با توپ اعدام شده‌اند.

### پس از ۱۸۵۷
سنت اعدام با توپ در راج بریتانیا پس از شورش‌های ۱۸۵۷ نیز ادامه یافت. برای مثال در سال ۱۸۷۱، ۶۵ عضو فرقهٔ سیک کوکا با توپ اعدام شدند.

## شاهنشاهی ایران

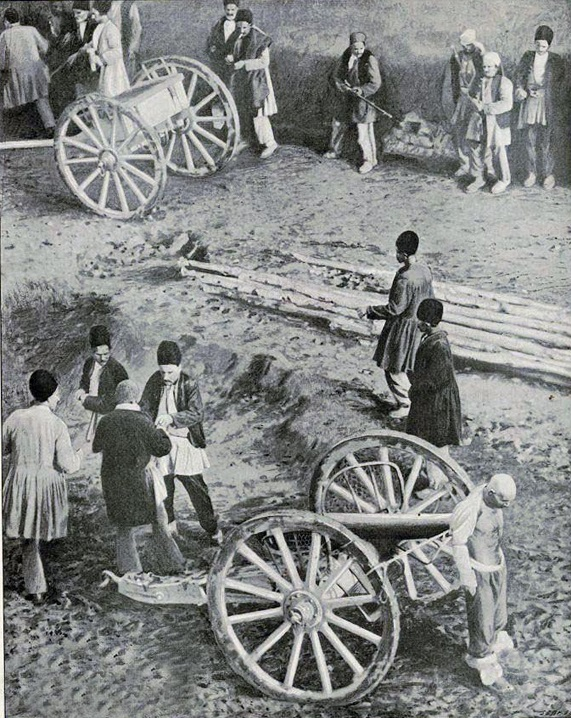
به توپ بستن یک محکوم در ایران، عکسی از آنتوان سوریوگین.

گزارش‌های موجود حاکی از رونق روش اعدام با توپ در ایرانِ دورهٔ قاجار تا زمان انقلاب مشروطه است.
ضعف نظامی و انتظامی حکومت قاجار در دهه‌های آخر حکومت این سلسله باعث شده‌بود که دولتمردان به تنبیه‌های عبرت‌انگیز روی بیاورند.
چارلز جیمز ویلس، طبیب انگلیسی دربار ناصرالدین‌شاه، در مورد به توپ بستن یک محکوم به دستور مسعود میرزا ظل‌السلطان در شیراز می‌نویسد:
... [محکوم] را به دهانهٔ لولهٔ یکی از توپ‌های دهن‌پر باروتی بستند. ابتدا شلاق مفصلی به پشتش زدند. پس از آن مردک توپچی سبیل کلفت با قدم‌های سنگین خود به سمت توپ رفت، دستی به سبیل‌های آویخته‌اش کشید، سپس توپ را آتش کرد ولی متأسفانه توپ عمل نکرد. پس از تحقیق بیشتر معلوم شد هنوز آنطور که باید آن را پر از کهنه و باروت نکرده و نکوبیده‌اند. در نتیجه این کار مدتی طول کشید. طی این مدت محکوم بیچاره با چشمان نگران از حدقه خارج‌شده‌اش همچنان ناظر بر کار آنان بود. من با استفاده ازین فرصت خود را به ظل‌السلطان رساندم تا درخواست عفو محکوم بیچاره را از او بکنم. ظل‌السلطان که از قرار معلوم پی به مقصودم برده بود با زرنگی بدون اینکه به من مجال حرف زدن بدهد به منظور وقت‌گذرانی شروع به صحبت کردن از موارد دیگر نمود که ناگهان صدای انفجار شدیدی به گوشمان رسید که این دلیل بر قطعه‌قطعه شدن پیکر محکوم به‌توپ بسته بود.
ویلس در جای دیگری روایت محکومی را می‌نویسد که چون جثهٔ کوچکی داشت برای بستنش به لولهٔ توپ مشکل پیش‌آمد و در نهایت زیر پایش آجر گذاشتند تا قدش به لوله برسد.
رابرت بینینگ، که مستشرق و همچنین از مدیران کمپانی هند شرقی بریتانیا بود، در سفری به شیراز در سال ۱۸۵۰ شاهد به توپ بستن یکی از سران راهزنان به دستور فیروز میرزا بود.
هاینریش بروگش نیز مشاهداتش از به توپ بستن راهزنی به نام تیمور هشترودی را در کتاب سفری به دربار سلطان صاحبقران توصیف کرده‌است.
بااین‌حال بیشتر اعدام‌ها در ایران با طناب دار یا بریدن گردن انجام می‌شد و اعدام با توپ در موارد استثنایی و به منظور عبرت‌آموزی صورت می‌گرفت. برای مثال در کشتار بابی‌ها پس از سوءقصد به جان ناصرالدین‌شاه در سال ۱۸۵۲ یکی از روش‌های اعدام بستن محکومان به دم توپ بود.
از جملهٔ کسانی که به وسیله توپ اعدام شد شیخ علی ترشیزی بود که در آیین بابی به «اسم‌الله العظیم» معروف است.
پس از سرکوب شورش بابیان زنجان نیز چهار بابی را (ایرج کاظم، که برای بابی‌ها یک توپ جنگی ساخته بود، شیخ رمضان، که زنش با لباس مردانه وارد جنگ شده بود، آقا سلیمان، و یک نفر دیگر) با توپ اعدام کردند.
در ۱۵ ژوئیه ۱۸۵۲ نیز در یزد، حکاکی به نام علی اکبر را به جرم بابی بودن دستگیر کردند و چون از اعلام برائت از بابی‌گری سر باز زد او را به توپ بستند.
نامهٔ سری مأمور کنسولی بریتانیا در یزد به تاریخ ۹ ژوئیه ۱۹۰۳ نیز خبر از دستور حاکم شهر مبنی بر اعدام یک بهایی با توپ برای «تسکین دادن جمعیت» دارد.
به نوشتهٔ کنسول فرانسه در تبریز، در زمان ولیعهدی مظفر الدین میرزا «چهار تن از مردم بیگناه را دم توپ گذاشتند» و کشتند، چرا که شاه رشوه می‌خواست و «قربانیانش قادر به پرداخت نبودند.» همچنین به نوشتهٔ محمدابراهیم باستانی پاریزی، صفوه‌الممالک کلانتر جبالبارز را که نگذاشته بود سیم تلگراف انگلیسی‌ها از جبالبارز بگذرد دم توپ گذاشت. مهدی‌قلی هدایت هم در خاطرات و خطرات‌ش داستان یکی از خان‌های گیلان به نام عمیدالسلطنه (معروف به سردار امجد) را روایت می‌کند که در سال ۱۸۹۸ با پرداخت رشوه از اعدام با توپ جان سالم به‌در برد. به نوشتهٔ او:
عمیدالسلطان تالش قتل‌ها کرده بود. بنا شد او را دم توپ بگذارند. گذاردند. به گونه‌ای بسته بودند که تیر توپ آزاری به او نرساند. گفتند معجزه را حضرت عباس کرده، ولی [...] معجزه را پنج هزار تومان کرده بود که به امیرنظام و ولیعهد محمد علی میرزا رسید.

## افغانستان
بنابر گزارش‌های دردست از اوایل قرن نوزدهم تا سال ۱۹۳۰، در افغانستان سنتی مبنی بر اعدام با توپ وجود داشته‌است. در سال ۱۸۰۲ شاه محمود درانی پس از وارد کردن شکستی سخت بر طوایف غلجایی، به‌منظور از بین بردن رغبت ایشان به شورش، دستور داد یکی از سران طایفه و دو پسر او را به دهانهٔ توپ ببندند و مناره‌ای نیز از جمجمهٔ غلجایی‌ها برپا کنند.
در سال ۱۸۰۳ برادر ناتنی شاه محمود، شاه شجاع درانی، او را از حکومت معزول کرد و یکی از متحدانش به نام عاشق را به دلیل توطئه برای اسیر کردن برادر ناتنی محمود و شجاع، زمان‌شاه درانی در سال ۱۸۰۰، با توپ اعدام کرد.
در سال ۱۸۸۰ عبدالرحمن‌خان به امارت افغانستان رسید و به واسطهٔ سبعیت و اتکایش به قوهٔ قهریه بین ناظران خارجی به امیر آهنین (به انگلیسی: Iron Emir) شهرت یافت.
به تخمین یک منبع، امیر آهنین در هر سال از امارت خود به‌طور متوسط ۵۰۰۰ نفر را اعدام می‌کرد و یکی از روش‌های معمول این اعدام‌ها بستن به دهانهٔ توپ بود.
به عنوان مثال تنها در دسامبر ۱۸۸۹، بیست و چهار نفر در ناحیهٔ ترکستان را به دستور عبدالرحمن‌خان به توپ بستند.
با به امارت رسیدن مجاهد تاجیک حبیب‌الله کلکانی در ژانویهٔ ۱۹۲۹، دور تازه‌ای از خشونت‌های افراطی در افغانستان آغاز شد. هامفریز سفیر بریتانیا در گزارشی به وزارت خارجهٔ این کشور می‌نویسد: «هیچ‌کس در امان نبود. خانه‌ها کورکورانه غارت می‌شدند، به زنان تجاوز می‌شد، و دوران وحشتی که در تاریخ خونین افغانستان بی‌مانند بود آغاز گشت،» و رقبای سیاسی «یا دم توپ گذاشته می‌شدند یا تیرباران می‌گشتند.»
حبیب‌الله در اکتبر ۱۹۲۹ به دست محمد نادر شاه‎ برکنار و سپس اعدام شد. به نوشتهٔ نیویورک تایمز در ششم آوریل ۱۹۳۰، یازده نفر از نزدیکان حبیب‌الله در کابل با توپ اعدام شدند.

## در ادبیات داستانی
داستان رمان فِلَشمَن در بازی بزرگ نوشتهٔ جرج مک‌دونالد فریزر در راج بریتانیا و همزمان با شورش‌های ۱۸۵۷ در هند روی می‌دهد. قهرمان داستان، هری فلشمن، مأموری مخفی است که به هند اعزام می‌شود و در آنجا هویتش را مخفی می‌کند و خودش را هندی جا می‌زند. در حملهٔ انگلیسی‌ها به خیمه‌گاه رانی جانسی، فلشمن به عنوان یک شورشی سیپوی اسیر می‌شود و کسی باور نمی‌کند که او یک مأمور مخفی انگلیسی است. فلشمن به‌سختی می‌تواند از اعدام با توپ فرار کند و به شکلی غیرمنتظره شورشیانی را آزاد می‌کند که قرار بود همراه با او به توپ بسته شوند.
در پایان رمان خانه متحرک نوشتهٔ ژول ورن نیز نانا صاحب به توپ بسته می‌شود.

## فهرست منابع

### به انگلیسی
- ———— (1844). The Asiatic journal and monthly miscellany. The Asiatic journal and monthly miscellany (به انگلیسی). Allen. Retrieved 2018-01-23.{{cite book}}:  CS1 maint: numeric names: فهرست نویسندگان (link)
- Adolphus, J. (1840). The History of England: From the Accession to the Decease of King George the Third. The History of England: From the Accession to the Decease of King George the Third (به انگلیسی). author, and published. Retrieved 2018-01-23.
- Afsos, S.A. (1871). The Araish- i - mahfil, or the Ornament of the Assembly, literaly trans Cated from the oordoo by Major Henry Court (به انگلیسی). Gua Savieille. Retrieved 2018-01-23.
- Akbarzadeh, S.; MacQueen, B. (2008). Islam and Human Rights in Practice: Perspectives Across the Ummah. Routledge Advances in Middle East and Islamic Studies (به انگلیسی). Taylor & Francis. Retrieved 2018-01-23.
- Alden, D. (1996). The Making of an Enterprise: The Society of Jesus in Portugal, Its Empire, and Beyond, 1540-1750 (به انگلیسی). Stanford University Press. Retrieved 2018-01-23.
- Anderson, T.C. (1859). notes and queries: a medium of enter communication for literary men, artists, antiquaries, genealogists, etc (به انگلیسی). Retrieved 2018-01-23.
- Atkinson, J. (1842). The Expedition Into Affghanistan: Notes and Sketches Descriptive of the Country, Contained in a Personal Narrative During the Campaign of 1839 & 1840, Up to the Surrender of Dost Mahomed Khan (به انگلیسی). Wm. H. Allen & Company. Retrieved 2018-01-23.
- Bakshi, S.R. (1996). Kashmir Through Ages (5 Vol). Kashmir Through Ages (به انگلیسی). Sarup & Sons. Retrieved 2018-01-23.
- Ball, C. (1858). The History of the Indian Mutiny: Giving a Detailed Account of the Sepoy Insurrection in India: and a Concise History of the Great Military Events which Have Tended to Consolidate British Empire in Hindostan ; Illustrated with Battle Scenes, Views of Places, Portraits, and Maps, Beautifully Engraved on Steel. The History of the Indian Mutiny: Giving a Detailed Account of the Sepoy Insurrection in India: and a Concise History of the Great Military Events which Have Tended to Consolidate British Empire in Hindostan ; Illustrated with Battle Scenes, Views of Places, Portraits, and Maps, Beautifully Engraved on Steel (به انگلیسی). London Printing and Publishing Company. Retrieved 2018-01-23.
- Binning, R.B.M. (1857). A Journal of Two Years' Travel in Persia, Ceylon, Etc. A Journal of Two Years' Travel in Persia, Ceylon, Etc (به انگلیسی). W.H. Allen and Company. Retrieved 2018-01-23.
- Blakiston, J. (1829). Twelve Years' Military Adventure in Three Quarters of the Globe: Or, Memoirs of an Officer who Served in the Armies of His Majesty and of the East India Company, Between the Years 1802 and 1814, in which are Contained the Campaigns of the Duke of Wellington in India, and His Last in Spain and the South of France. Twelve Years' Military Adventure in Three Quarters of the Globe: Or, Memoirs of an Officer who Served in the Armies of His Majesty and of the East India Company, Between the Years 1802 and 1814 (به انگلیسی). H. Colburn. Retrieved 2018-01-23.
- Boyar, E.; Fleet, K. (2010). A Social History of Ottoman Istanbul (به انگلیسی). Cambridge University Press. Retrieved 2018-01-23.
- Broome, A. (1850). History of the Rise and Progress of the Bengal Army. History of the Rise and Progress of the Bengal Army (به انگلیسی). W. Thacker. Retrieved 2018-01-23.
- Buchan, J. (2012). Days of God: The Revolution in Iran and Its Consequences (به انگلیسی). Hodder & Stoughton. Retrieved 2018-01-23.
- Butalia, R.C. (1998). The Evolution of the Artillery in India: From the Battle of Plassey (1757) to the Revolt of 1857 (به انگلیسی). Allied Publishers Limited. Retrieved 2018-01-23.
- Calcutta, University of (1851). The Calcutta Review (به انگلیسی). University of Calcutta. Retrieved 2018-01-23.
- Campbell, W. (1839). British India in Its Relation to the Decline of Hindooism, and the Progress of Christianity: Containing Remarks on the Manners, Customs, and Literature of the People … (به انگلیسی). J. Snow. Retrieved 2018-01-23.
- Deerett, J. (1783). Remenbrancer of Impartial Reprostiy (به انگلیسی). Retrieved 2018-01-23.
- Dwyer, D.H. (1990). Law and Islam in the Middle East (به انگلیسی). Bergin & Garvey Publishers. Retrieved 2018-01-23.
- Farndon, J. (2007). Iran: Everything You Need to Know. All access (به انگلیسی). Red Wheel Weiser. Retrieved 2018-01-23.
- Ferrier, J.P.; Jesse, W.; Seymour, H.D. (1856). Caravan Journeys and Wanderings in Persia, Afghanistan, Turkistan, and Beloochistan: With Historical Notices of the Countries Lying Between Russia and India (به انگلیسی). J. Murray. Retrieved 2018-01-23.
- Forbes, J. (1815). Oriental memoirs. Oriental memoirs (به فرانسوی). Retrieved 2018-01-23.
- Grey, C. (1996). European Adventurers of Northern India, 1785 to 1849 (به انگلیسی). Asian Educational Services. Retrieved 2018-01-23.
- Havholm, P. (2008). Politics and Awe in Rudyard Kipling's Fiction (به انگلیسی). Ashgate Pub. Retrieved 2018-01-23.
- Hazārah, F.M.K.; McChesney, R.; Khorrami, M.M. (2012). The History of Afghanistan (6 Vol. Set): Fay? Mu?ammad K?tib Haz?rah’s Sir?j Al-taw?r?kh (به انگلیسی). Brill Academic Pub. Retrieved 2018-01-23.
- Heathcote, T.A. (1995). The Military in British India: The Development of British Land Forces in South Asia, 1600-1947. Manchester history of the British army (به انگلیسی). Manchester University Press. Retrieved 2018-01-23.
- Kazemzadeh, F. (2013). Russia and Britain in Persia: Imperial Ambitions in Qajar Iran (به انگلیسی). I.B.Tauris. Retrieved 2018-01-23.
- Knight, L. (2012). Britain in India, 1858-1947. Anthem perspectives in history (به انگلیسی). Anthem Press. Retrieved 2018-01-23.
- Lee, J.L. (1996). The "Ancient Supremacy": Bukhara, Afghanistan and the Battle for Balkh, 1731-1901. Islamic History and Civilization (به انگلیسی). E.J. Brill. Retrieved 2018-01-23.
- Long, J. (1869). Selections from Unpublished Records of Government for the Years 1748-1767 Inclusive Relating Mainly to the Social Condition of Bengal, with a Map of Calcutta in 1784. Selections from Unpublished Records of Government for the Years 1748-1767 Inclusive Relating Mainly to the Social Condition of Bengal, with a Map of Calcutta in 1784 (به انگلیسی). Office of Superintendent of Government Printing. Retrieved 2018-01-23.
- Macready (1853). The United Service Magazine (به انگلیسی). Retrieved 2018-01-23.
- Meyerowitz, J.J. (2003). History and September 11th. Critical perspectives on the past (به انگلیسی). Temple University Press. Retrieved 2018-01-23.
- Munro, I. (1789). A Narrative of the Military Operations of the Coromandel Coast: Against the Combined Forces of the French, Dutch and Hyder Ally Cawn, from the Year 1780 to the Peace in 1784 … (به انگلیسی). T. Bensley. Retrieved 2018-01-23.
- Noel, B.W. (1859). England and India: An Essay on the Duty of Englishmen Towards the Hindoos (به انگلیسی). J. Nisbet. Retrieved 2018-01-23.
- Noelle, C. (2012). State and Tribe in Nineteenth-Century Afghanistan: The Reign of Amir Dost Muhammad Khan (1826-1863) (به انگلیسی). Taylor & Francis. Retrieved 2018-01-23.
- Pradesh, Madhya (1827). Madhya Pradesh District Gazetteers: Hoshangabad. Gazetteer of India (به کینیارواندایی). Government Central Press. Retrieved 2018-01-23.
- Parliament, Great Britain.; Almon, J.; Debrett, J.; Stockdale, J. (1791). The Parliamentary Register; Or, History of the Proceedings and Debates of the [House of Lords and House of Commons]: Containing an Account of the Most Interesting Speeches and Motions; Accurate Copies of All the Protests, and of the Most Remarkable Letters and Papers; Together with the Most Material Evidence, Petitions, &c. Laid Before and Offered to [either] House …. The Parliamentary Register; Or, History of the Proceedings and Debates of the [House of Lords and House of Commons]: Containing an Account of the Most Interesting Speeches and Motions; Accurate Copies of All the Protests, and of the Most Remarkable Letters and Papers; Together with the Most Material Evidence, Petitions, &c. Laid Before and Offered to [either] House (به انگلیسی). J. Almon. Retrieved 2018-01-23.
- Philippart, J. (1823). The East India Military Calendar: Containing the Services of General and Field Officers of the Indian Army. The East India Military Calendar: Containing the Services of General and Field Officers of the Indian Army (به انگلیسی). Retrieved 2018-01-23.
- Ribeiro, J.; Grand, J.L.; Lee, G. (1847). History of Ceylon: Presented by Captain John Ribeyro to the King of Portugal, in 1685 (به انگلیسی). Government Press. Retrieved 2018-01-23.
- Roberts, J.J. (2003). The Origins of Conflict in Afghanistan (به انگلیسی). Praeger. Retrieved 2018-01-23.
- Rosselli, J. (1974). Lord William Bentinck: The Making of a Liberal Imperialist, 1774-1839 (به انگلیسی). University of California Press. Retrieved 2018-01-23.
- Russell, W.H. (1860). My Diary in India, in the Year 1858-9. My Diary in India, in the Year 1858-9 (به انگلیسی). Routledge, Warne, and Routledge. Retrieved 2018-01-23.
- Sabahuddin, A.; Shukla, R. (2003). The Mughal Strategy of War (به انگلیسی). Global Vision Publishing House. Retrieved 2018-01-23.
- Salt, H. (1814). A Voyage to Abyssinia, and Travels Into the Interior of that Country (به انگلیسی). J. Rivington. Retrieved 2018-01-23.
- Seton-Karr, W.S. (1865). Selections from Calcutta Gazettes: Showing the Political and Social Condition of the English in India. Selections from Calcutta Gazettes: Showing the Political and Social Condition of the English in India (به انگلیسی). Printed at the Military orphan Press by O. T. Cutter. Retrieved 2018-01-23.
- Society, American Peace (1857). The Advocate of Peace (به انگلیسی). Retrieved 2018-01-23.
- Southey, R. (1822). History of Brazil. History of Brazil (به انگلیسی). Longman, Hurst, Rees, Orme, and Brown. Retrieved 2018-01-23.
- Thoman, M. (1869). M. Thomans ehemaligen Jesuitens und Missionars in Asien und Afrika, Reise- und Lebensbeschreibung. Von ihm selbst verfasset (به آلمانی). Stettner. Retrieved 2018-01-23.
- Thomson, W. (1788). Memoirs of the late war in Asia: With a narrative of the imprisonment and sufferings of our officers and soldiers:. Memoirs of the Late War in Asia: With a Narrative of the Imprisonment and Sufferings of Our Officers and Soldiers: (به انگلیسی). Printed for the author; and sold by J. Murray, Fleet Street. Retrieved 2018-01-23.{{cite book}}:  نگهداری CS1: نقطه‌گذاری اضافه (link)
- Wellington, A.W.D.; Wellington, A.R.W. (1868). Despatches, Correspondence, and Memoranda of Field Marshal Arthur, Duke of Wellington, K. G. : 1825-1827. Despatches, Correspondence, and Memoranda of Field Marshal Arthur, Duke of Wellington, K. G (به انگلیسی). J. Murray. Retrieved 2018-01-23.
- Wilkes, J. (1815). Encyclopaedia Londinensis. Encyclopaedia Londinensis (به انگلیسی). Retrieved 2018-01-23.
- Wills, C.J. (1886). Persia as it is: Being Sketches of Modern Persian Life and Character (به انگلیسی). S. Low, Marston, Searle & Rivington. Retrieved 2018-01-23.
- مشارکت‌کنندگان ویکی‌پدیا. «Blowing from a gun». در دانشنامهٔ ویکی‌پدیای انگلیسی، بازبینی‌شده در ۱۵ ژانویه ۲۰۱۸.

### به فارسی
- باستانی پاریزی، محمد ابراهیم (۱۳۸۲). پیغمبر دزدان. تهران: نشر علم. ص. ۶۲۵. پارامتر |تاریخ بازیابی= نیاز به وارد کردن |پیوند= دارد (کمک)
- بروگش، هاینریش (۱۳۸۹). سفری به دربار سلطان صاحبقران. ترجمهٔ حسین کردبچه. تهران: اطلاعات. ص. ۶۰۱. پارامتر |تاریخ بازیابی= نیاز به وارد کردن |پیوند= دارد (کمک)
- ناطق، هما (۱۳۹۱). عدل مظفری. ص. ۶. دریافت‌شده در ۲۲ ژانویه ۲۰۱۸.
- ویلس، چارلز جیمز (۱۳۶۸). ایران در یک قرن پیش، سفرنامهٔ دکتر ویلز. ترجمهٔ غلامحسین قراگوزلو. تهران: اقبال. ص. ۲۴۴. دریافت‌شده در ۲۲ ژانویه ۲۰۱۸.
- هدایت، مهدی‌قلی (۱۳۶۱). خاطرات و خطرات. تهران: کتابفروشی زوار. ص. ۱۰۸. پارامتر |تاریخ بازیابی= نیاز به وارد کردن |پیوند= دارد (کمک)